# 이만수 (1627년)
이만수(李萬樹, 1627년 ~ 1728년)는 조선 후기의 무신, 군인이다. 본관은 전주(全州)이다.
효령대군 이보의 8대손으로, 이광윤의 4대손이고, 할아버지는 수군절도사 증 병조판서 완원군 이경유(李慶裕)이며, 아버지는 분충찬모정사공신 3등(奮忠贊謨靖社功臣三等) 가선대부 완계군(完溪君) 증 한성부판윤 이기축이고, 어머니는 그의 정실부인 단양우씨(丹陽禹氏)로, 절충장군 증 판결사 우종남(禹終男)의 딸이다.
1656년(효종 7) 무과에 급제, 충의위(忠義衛)에 있다가 1674년(현종 15) 충훈부(忠勳府)가 추천하는 서사충의(書寫忠義)에 선정되었다. 1702년(숙종 28년) 1월 16일 부호군(副護軍), 그해 5월 2일 창경궁장(昌慶宮將), 1709년(숙종 35년) 7월 26일 여수 방답진 첨사(防踏鎭僉使)로 임명되어 그해 8월 28일 부임했다가 1711년(숙종 37년) 9월 4일 중추부첨지사가 되었다. 1713년 1월 6일 다시 중추부첨지사에 임명되고, 그날 알려지지 않은 이유로 파면되었다. 1월 11일 부호군으로 전직되었다. 나중에 동지중추부사로 제수되었다.
묘소는 경기도 양주군 내동면 고산(현, 경기도 의정부시 고산동) 선산 해좌(亥坐)에 있다.

## 같이 보기
- 이기축
- 이서

## 참고 문헌
- 승정원일기